# Pantoclis
Pantoclis is een geslacht van vliesvleugelige insecten uit de familie Diapriidae.

## Soorten
- P. aestivalis Kieffer, 1909
- P. barycera Foerster, 1861
- P. bidentata Kieffer, 1909
- P. brachyura (Thomson, 1859)
- P. breviceps Hellen, 1964
- P. brevicornis Kieffer, 1909
- P. brevior (Kieffer, 1910)
- P. brevis (Nees, 1834)
- P. brevistilus Kieffer, 1909
- P. carinata (Thomson, 1859)
- P. crassinervis Kieffer, 1909
- P. dives Nixon, 1957
- P. dolon Nixon, 1957
- P. elongata (Thomson, 1859)
- P. eulimine Nixon, 1957
- P. evanescens Kieffer, 1909
- P. flaviventris Kieffer, 1909
- P. fulvicauda Kieffer, 1909
- P. fuscicoxa Kieffer, 1909
- P. gaudens Nixon, 1957
- P. germanica Kieffer, 1912
- P. gracilicornis Kieffer, 1907
- P. graeffei Kieffer, 1909
- P. gravlundi Buhl, 1998
- P. haesitans Kieffer, 1909
- P. hirtistilus Kieffer, 1909
- P. integra Kieffer, 1909
- P. lanceolata Kieffer, 1909
- P. leviventris (Kieffer, 1907)
- P. longipennis (Thomson, 1859)
- P. lusitanica Kieffer, 1909

- P. macrotoma Kieffer, 1909
- P. magnicornis Kieffer, 1909
- P. merope Nixon, 1957
- P. mese Nixon, 1957
- P. microcera Kieffer, 1909
- P. monticola Kieffer, 1909
- P. nigristilus Kieffer, 1909
- P. numen Nixon, 1957
- P. obliterata Kieffer, 1907
- P. obscuripes Kieffer, 1907
- P. opaca (Thomson, 1859)
- P. pubescens Kieffer, 1909
- P. pubiventris Thomson, 1859
- P. rubrocincta Kieffer, 1909
- P. rufipes Szepligeti, 1901
- P. ruralis Nixon, 1957
- P. scotica (Kieffer, 1909)
- P. similis (Thomson, 1859)
- P. striola (Thomson, 1859)
- P. subatricornis Kieffer, 1909
- P. sulcata (Thomson, 1859)
- P. tenuistilus Kieffer, 1909
- P. trisulcata Kieffer, 1907
- P. zorayda Buhl, 1997